# Capang
Capang is een bestuurslaag in het regentschap Pasuruan van de provincie Oost-Java, Indonesië. Capang telt 4736 inwoners (volkstelling 2010).